# Michael Goldman
Pour les articles homonymes, voir Goldman.
Michael Goldman, né le 24 juillet 1979 à Paris, est un entrepreneur et producteur de musique français. Il est aussi parolier, utilisant alternativement les pseudonymes de Michel Godebama, Godebama, M. Godebama.
En 2007, il cofonde le label communautaire My Major Company, dont il est le président. Il est également le fondateur du site Tipeee lancé en 2013.
Depuis 2022, il est le directeur de Star Academy sur TF1.

## Biographie

### Jeunesse et études
Michael Goldman naît le 24 juillet 1979 à Paris. Il est le fils du chanteur Jean-Jacques Goldman et de Catherine Morlet, une psychologue pour enfant, sa première épouse,. Durant son enfance il se passionne pour les jeux vidéo, le rap et la musique électronique. Il est scolarisé à l’École alsacienne à Paris, et passe un bac ES. Il poursuit ses études en préparant un DEUG d'économie, à l'université Panthéon-Assas, qu’il abandonne en 1999,.

### Formation
Son oncle Robert Goldman, producteur et compositeur, lui permet d’obtenir un stage à la direction artistique du label discographique BMG. Michael Goldman est engagé par la major du disque en tant que « directeur artistique junior » ; il y rencontre Anthony Marciano et Sevan Barsikian, avec lesquels il fonde en 2002 la société d’édition musicale Bamago[réf. nécessaire].

### Carrière
Depuis le début des années 2000, Michael Goldman est auteur de chansons, ayant écrit ou co-signé, sous le pseudonyme de Michel Godebama, les paroles de Je me sens vivre d'Amel Bent, Petite sœur de Lââm ou encore Sois beau et tais-toi pour Indra, notamment. En 2006, les artistes Amel Bent, Lââm et Yannick Noah, édités par sa société, obtiennent un disque d’or. Bamago produit également le spectacle de stand-up de l’humoriste Max Boublil,.

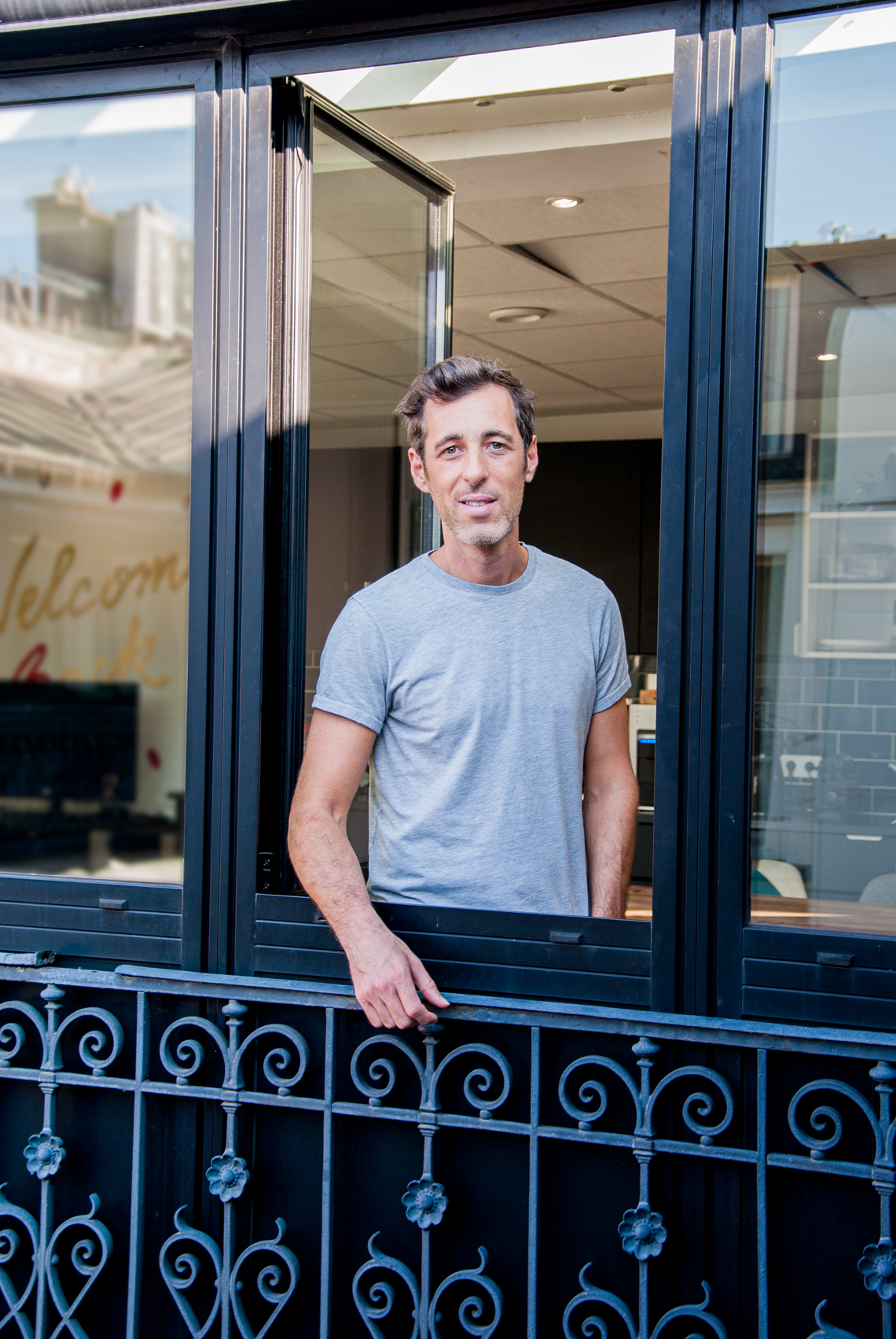
Michael Goldman.

En 2007, il s’associe avec Simon Istolainen, ancien de l’agence marketing Rapp Collins Paris, afin de fonder le label communautaire My Major Company. En 2008, MMC connaît son premier succès en lançant la carrière du chanteur Grégoire,. Michael Goldman a écrit pour Judith les chansons Fais passer le mot et Te passe pas de moi qui figurent sur l'album Si l'on s'en souvient sorti en 2011[réf. nécessaire]. En 2012, MMC produit Génération Goldman, un album de reprises des chansons de son père interprétées par de jeunes artistes comme Zaz, Amel Bent et M. Pokora. En mai 2012, MMC restructure sa plateforme puis arrête son activité de financement participatif, en 2016, pour se concentrer sur la production d'artistes avec leur label de musique participative.
Michael Goldman fonde et lance Tipeee le 12 décembre 2013. En septembre 2021, il est à l'origine d'une polémique autour de sa plateforme après avoir tenu des propos controversés (« J’assume tout ce qu’il y a sur ce site, du plus antisémite au moins antisémite, et du plus complotiste au moins complotiste. ») dans l'émission Complément d'enquête sur France 2, dans laquelle il était interviewé car Tipeee a hébergé le financement du film documentaire Hold-up fin 2020. Il reprend la parole sur le sujet dans les semaines qui suivent, déclarant notamment défendre la liberté d'expression et regretter une phrase « maladroite »,. 
Il est le directeur des dixième (2022), onzième saison (2023-2024) et douzième (2024-2025) saison de Star Academy diffusées sur TF1 et TFX.

## Chansons
Liste des chansons écrites ou co-écrites par Michael Goldman (sous les pseudonymes de Michel Godebama, Godebama, M. Godebama, M. Godebama) :
- Est-ce que tu veux ? - Cérena (2004)
- Je me sens vivre - Amel Bent (2004)
- Petite sœur - Lââm (2005)
- Je savais - Pierrick Lilliu (2005)
- Elle - Humphrey (2006)
- Sois beau et tais-toi - Indra (2006)
- Te passe pas de moi - Judith (2010)
- Fais passer le mot - Judith (2010)